# 쿠크시스터
쿠크시스터(koeksister)((/ˈkʊksɪs[미지원 입력]r/; af))는 시럽이나 꿀에 담근 튀긴 반죽으로 만든 전통적인 아프리카너 과자이다. 이 요리에는 튀긴 반죽을 말린 코코넛에 굴려 쿠크시스터라고 부르는 케이프 말레이 버전도 있다. 이름은 일반적으로 밀가루 과자를 의미하는 네덜란드어 "koek"에서 유래되었다.
켁시스터는 땋은 반죽 띠를 기름에 튀긴 다음, 뜨겁게 튀긴 반죽을 얼음처럼 차가운 설탕 시럽에 담가서 준비한다. 켁시스터는 황금빛 바삭한 껍질과 액체 시럽 중심부를 가지며, 매우 끈적하고 달콤하며 꿀맛이 난다.
오라니아의 아프리카너 공동체에 있는 켁시스터 기념비는 교회를 짓고 학교를 설립하기 위한 기금을 모으기 위해 켁시스터를 굽는 아프리카너 전통을 암시한다.

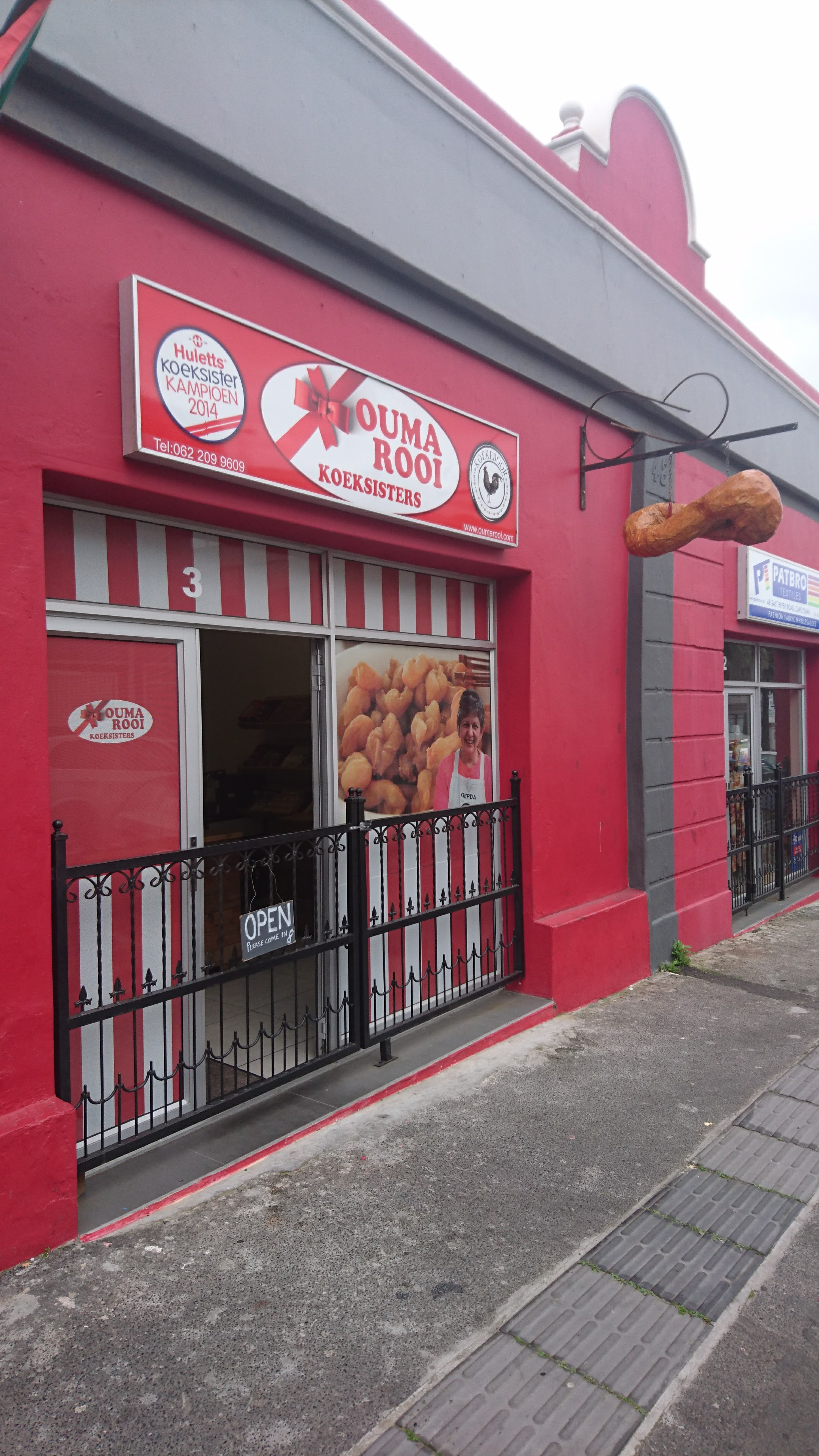
케이프타운에서 켁시스터 생산 및 판매를 전문으로 하는 상점.
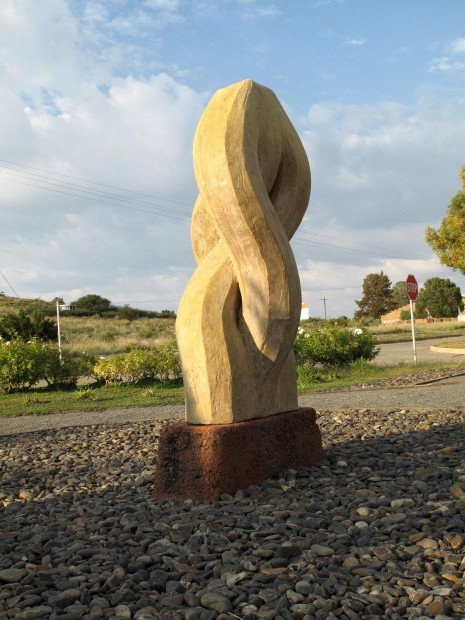
오라니아의 켁시스터 기념비

## 같이 보기
- 아프리카 요리 목록
- 도넛 종류 목록
- 유탸오